# Hugo von Obernitz
Hugo Moritz Anton Heinrich Freiherr von Obernitz (16 de abril de 1819 en Bischofswerder - 18 de septiembre de 1901 en Honnef) fue un general prusiano de infantería y ayudante general del Kaiser Guillermo I.

## Biografía
Hugo era el hijo del Mayor prusiano Friedrich Karl Moritz von Obernitz y su esposa Wilhelmine.
Después de asistir a las escuelas de cadetes en Kulm y Berlín, Obernitz ingresó al 4.º Regimiento de Infantería el 18 de agosto de 1836 como teniente segundo. En 1852 se convirtió en capitán y en 1856 ascendió a mayor. En junio de 1861 ascendió a teniente coronel y desde la primavera de 1863 fue comandante del Regimiento de Fusileros de la Guardia. El 6 de junio de 1865 fue nombrado miembro de la comisión de estudios de la academia de guerra en Berlín. Durante la guerra austro-prusiana, dirigió la 1.ª Brigada de Infantería de la Guardia como parte del II Ejército en las batallas de Soor y Königinhof en contra de los austriacos. En la batalla decisiva en Königgrätz el 3 de julio, sus tropas capturaron 40 cañones y el pueblo de Chlum. Por esto, a Obernitz le fue otorgada la orden Pour le Mérite en septiembre de 1866 y fue promovido a mayor general. De 1868 a 1871 fue inspector de cazadores y tiradores.

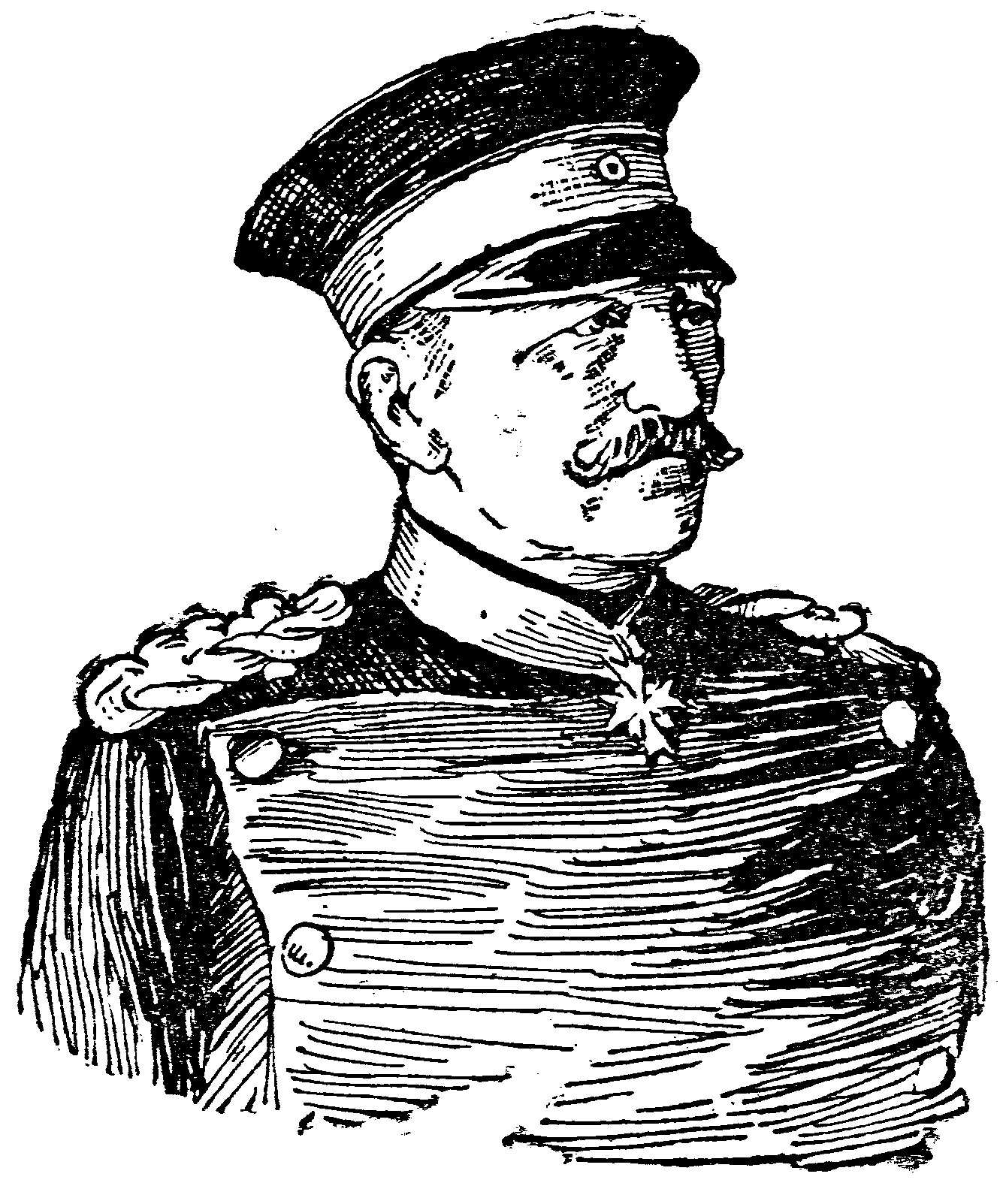
Hugo von Obernitz

Estuvo como comandante de la División de Campo de Wurtemberg en la guerra franco-prusiana de 1870/71, luchando en la batalla de Wörth y junto con el II Cuerpo de Ejército al mando del general Eduard von Fransecky, participó en el asedio de París. Obernitz recibió una subvención de 100.000 táleros por estos servicios. El 22 de octubre de 1871 se convirtió en comandante de la 14.ª División en Düsseldorf. El 11 de junio de 1879 fue nombrado comandante general del XIV Cuerpo de Ejército en Karlsruhe. Mientras tanto, en junio de 1879 fue ascendido a general de infantería y el 22 de marzo de 1884 fue designado jefe del Regimiento de Granaderos "Rey Federico el Grande". El 18 de agosto de 1886, celebró su quincuagésimo aniversario de servicio.
Después de su retiro en 1888, él y su esposa Anna Friederike Ida Bertha, née von Usedom, compraron una villa en Bad Honnef.
Hugo von Obernitz murió el 18 de septiembre de 1901 en Bad Honnef y fue enterrado en el cementerio Alter Friedhof. Más tarde, su esposa fue enterrada junto a él. En el cementerio todavía se puede ver la lápida de Hugo von Obernitz, a quien le robaron el águila prusiana de bronce en 1988.

## Honores y condecoraciones
- Reino de Prusia:[1]
  - Caballero de la Corona Prusiana, 3.ª Clase, 14 de enero de 1865[2]
  - Pour le Mérite (militar), 20 de septiembre de 1866[2]
  - Cruz al Servicio
  - Cruz de Hierro (1870), 1.ª Clase con 2.ª Clase con Banda Negra[3]
  - Caballero del Águila Roja, 2.ª Clase con Estrella, Hojas de Roble y Espadas, 1871; 1.ª  Clase con Espadas en Anillo, 18 de enero de 1874;[4] Grand Cross, 22 March 1880[2]
  - Cruz de Gran Comandante de la Real Orden de Hohenzollern, 8 de septiembre de 1877[2]
  - Caballero del Águila Negra, 16 de septiembre de 1885;[2] con Collar
- Imperio austríaco:[5]
  - Caballero de la Corona de Hierro, 2.ª Clase, 1862
  - Comandante de la Orden imperial de Leopoldo, 1864
- Gran Ducado de Baden:[6]
  - Gran Cruz del León de Zähringen, 1880
  - Caballero de la Orden de la Fidelidad, 1886
- Lippe:[1]
  - Cruz de Honor de la Orden de la Casa de Lippe, 1.ª Clase con Espadas
  - Medalla al Mérito Militar (Schaumburg-Lippe)
- Mecklemburgo:[1]
  - Gran Cruz de la Corona Wéndica, con Corona Dorada
  - Cruz al Mérito Militar, 1.ª Clase (Schwerin)
- Imperio ruso:[1]
  - Caballero de San Jorge, 4.ª Clase, febrero de 1871
  - Caballero del Águila Blanca
- Reino de Sajonia:[7]
  - Gran Cruz de la Orden de Alberto, 1868
  - Comandante de la Orden Militar de San Enrique, 2.ª Clase, 1871
- Beylicato de Túnez: Gran oficial de la Orden de la Gloria[1]
- Reino de Wurtemberg:[8]
  - Gran Cruz de la Orden de Federico, 1868
  - Gran Cruz de la Orden del Mérito Militar, 28 de diciembre de 1870